# Harpactea ortegai
Harpactea ortegai är en spindelart som beskrevs av Ignacio Ribera och De Mas 2003. Harpactea ortegai ingår i släktet Harpactea och familjen ringögonspindlar.
Artens utbredningsområde är Spanien. Inga underarter finns listade i Catalogue of Life.